# Mekhi Phifer
Mekhi Thira Phifer (Harlem, Manhattan, New York, 1974. december 29. –) amerikai színész. Legtöbben a Vészhelyzet című amerikai drámából ismerhetik, amiben Dr. Greg Pratt-ként tűnik fel 8 évadon keresztül. Karrierje azonban a Nepperek (1995) című amerikai drámával kezdődött, amelyben főszerepet kapott, ő alakította Strike-ot. 

## Élete
1974. december 29-én született Harlemben, édesanyja, Rhonda Phifer középiskolai tanár, egyedül nevelte.

### Karrierje
1995-ben láthattuk őt először a képernyőn, Spike Lee Nepperek (Clockers) című amerikai drámájában, amiben főszerepet kapott. Ezt követte 1996-ban az Osztály, vigyázz! című vígjáték, amelyben Griff McReynolds szerepét kapta meg, és amelynek forgatásán ismerkedett meg első feleségével, Malinda Williamsszel. Közösen játszott továbbá a Még mindig tudom, mit tettél tavaly nyáron című 1998-as horrorfilmben Jennifer Love Hevitt-tel és Freddie Prinze Jr.-ral. Többek között 2002-ben láthattuk a Harlemi történet (Paid in Full) című akció-drámában is, Mitch szerepében.
2002 áprilisában kezdett a 15 évadot megélt Vészhelyzet című orvosi drámában, amelyben mint Dr. Gregory Pratt ismerhették meg a nézők. A sorozatot végül a 15. évad kezdőrészében hagyta ott 2008-ban. Az általa megformált karakter a 14. évad végén egy robbanásban megsérül, majd a 15. évad első részében belehal sérüléseibe.

### Magánélete
Az első feleségétől, Malinda Williamstől született egy fia. Második fia 2007-ben született Oni Souratha-ban, Los Angelesben. Phifer 2013. március 30-án feleségül vette Reshelet Barnest, aki már régóta a barátnője volt.

## Filmjei
| Év        | Magyar cím        | Cím              | Szerep          | Jegyzetek          |
| --------- | ----------------- | ---------------- | --------------- | ------------------ |
| 2000      | Shaft             | Shaft            | Trey Howard     |                    |
| 2001      | O (Othello)       | O                | Odin James      |                    |
| 2002      | 8 mérföld         | 8 Mile           | Jövő (dög)      |                    |
| 2004      | Holtak hajnala    | Dawn of the Dead | Andre           |                    |
| 2009–2011 | Hazudj, ha tudsz! | Lie to Me        | Ben Reynolds    | televíziós sorozat |
| 2011      | Bankcsapda        | Flypaper         | D'arriens (DMX) |                    |
| 2016      | Kapcsolat         | Frequency        | Satch Reyna     | televíziós sorozat |

## További információ
- Mekhi Phifer a PORT.hu-n (magyarul)
- Mekhi Phifer az Internetes Szinkronadatbázisban (magyarul)
- Mekhi Phifer az Internet Movie Database-ben (angolul)
- Mekhi Phifer a Rotten Tomatoeson (angolul)
- Mekhi Phifer Snitt.hu-profilja.